# آدم هانسن
آدم هانسن (بالإنجليزية: Adam Hansen)‏ ولد بتاريخ 11 مايو 1981 في كوينزلاند، أستراليا، هو دراج أسترالي.

## سجل النتائج

### سباقات أو مراحل فاز بها
- طواف إسبانيا
- طواف إيطاليا

### المراكز
- حقق المركز الـ 9 في داون أندر 2014
- حقق المركز الـ 9 في طواف تركيا 2014